# Heinrich Christian Meier
Heinrich Christian Meier, Pseudonym: Meier-Parm, (* 5. April 1905 in Altona; † 30. August 1987 in Hamburg) war ein deutscher Schriftsteller, Künstler und Astrologe.

## Wirken im politischen Widerstand
Heinrich Christian Meier war ein Sohn des Handelsgärtners Heinrich August Meier. Er besuchte die Lichtwarkschule, wo er vielfältige musikalische Anregungen erhielt. Nach dem Abitur 1924 überlegte er zunächst, in das Unternehmen seines Vaters einzusteigen, sah nach einem Besuch Italiens jedoch davon ab. Stattdessen studierte er an der Universität Hamburg ohne Abschluss Psychologie, neue Sprachen, Literaturwissenschaften und Philosophie. 1927 reiste er als freier Schriftsteller durch Italien und die Schweiz. In diesem Jahr arbeitete er auch als Dramaturg in Gera. Außerdem wirkte er als Bühnenautor und Kritiker. Ein Theater in Gera zeigte 1929 sein erstes Stück Amrie Delmar, das auf einem aktuellen Kriminalfall aus dem sächsischen Kötzschenbroda basierte. Da Meier alle handelnden Personen mit Klarnamen auftreten ließ, veranlasste der Anwalt der Kinder per einstweiliger Verfügung, alle weiteren Aufführungen „im sittlichen Interesse der unmündigen Kinder der unfreiwilligen »Heldin«“ zu untersagen. Ab 1930 forschte Meier als Astrologe unter dem Pseudonym Meier-Parm zur Kosmobiologie. In diesem Jahr heiratete er in erster Ehe Els Hoffmann.
Nachdem das Deutsche Reich den Völkerbund verlassen hatte, beteiligte sich Meier ab Oktober 1933 am bürgerlichen Widerstand gegen den Nationalsozialismus. Dabei handelte er aufgrund seiner nationalistischen Einstellung. Meier übernahm Botengänge für die Schwarze Front von Otto Strasser und Wilhelm Humbert, der eine Hamburger Widerstandsgruppe leitete. Außerdem schrieb er für beide Mitteilungen. 1933 reiste Meier nach Prag, wohin Strasser emigriert war. Da Meier nicht SA-Mitglied werden wollte, konnte er sein Studium von 1934 bis 1936 nicht beenden. Er versuchte erfolglos, in die Schweiz oder nach Dänemark auszuwandern. Im Herbst 1936 besuchte er im dänischen Bornholm den geflohenen Hans Henny Jahnn. Während dieser Zeit bis zu seiner späteren Verhaftung schrieb er für das Hamburger Fremdenblatt und die Niederdeutschen Warte. Im Dezember 1936 stellte er die Kooperation mit der Schwarzen Front ein. Im Folgejahr durfte sein Bühnendrama „Die grüne Insel“ nicht mehr gespielt werden. 1938 heiratete er Annemarie Fürth. Die Ehe hielt bis 1940.
Nach ihrem Einmarsch in die sogenannte „Rest-Tschechei“ fand die Gestapo die Briefwechsel Meiers mit Otto Strasser. Am 8. September 1938 nahm die Gestapo Meier fest und zeigte ihn aufgrund der Vorbereitung zum Hochverrat an. Der Volksgerichtshof verhängte gegen Meier am 4. August 1939 eine zweijährige Haftstrafe, die er zunächst im Polizeigefängnis Fuhlsbüttel und in der Moorkolonie Neusustrum absaß. Am 4. November 1940 wurde er erneut nach Fuhlsbüttel verlegt. Ab dem 22. Juni 1941 arbeitete er im „Kommando Elbe“ und im Arbeitskommando Klinkerwerk. Die Zwangsarbeit dort galt als ruinös und wurde von Misshandlungen begleitet, sodass Meier dort lebensgefährlich erkrankte.
1942 galt Meier als Funktionshäftling. Er musste in mehreren Kommandos arbeiten und unter anderem helfen, in Hamburg Trümmer zu räumen. 1943 arbeitete er in der Schreibstube des KZ Neuengamme, die als wichtigster Ort des Widerstands in diesem Konzentrationslager galt. Da er die Anfertigung von Karteikarten Wirtschaftsverwaltungshauptamt anführte, konnte er mehrere ausländische Zwangsarbeiter vor gefährlichen Einsätzen bewahren. Am 7. November 1944 wurde Meier zur SS-Sondereinheit Dirlewanger abkommandiert und geriet in russische Kriegshaft.

## Wirken nach Kriegsende
Am 15. November 1945 kam Meier aus der Kriegshaft frei und ging nach Hamburg zurück. Er arbeitete als Kulturreferent im Komitee ehemaliger politischer Gefangener und gründete dort den Kulturrat mit. 1946 hielt Meier seine Erinnerungen an die Zeit in Neuengamme in So war es fest. Es handelte sich um die erste deutschsprachige Übersicht über dieses KZ. Von 1946 bis 1948 übernahm er die Schriftleitung der Kulturzeitschrift Das Neue. Meier veröffentlichte 1948 eine verkürzte Version von Amrie Delmar unter dem Titel Der Fall Doberan. Eine dramatische Historie, doch trotz der verfremdeten Namen der handelnden Personen kam das Stück nicht zur Aufführung.
1950 arbeitete er als Rundfunkredakteur in Berlin. Für den Demokratischen Kulturbund Deutschlands gab er von 1958 bis 1961 die Zeitschrift Unter der Lupe heraus. Da er die Teilung Deutschlands kritisierte, galt Meier als potentiell der KPD nahestehend. Ein Engagement als Dramaturg am Deutschen Schauspielhaus endete daher nach kurzer Zeit im Januar 1948.

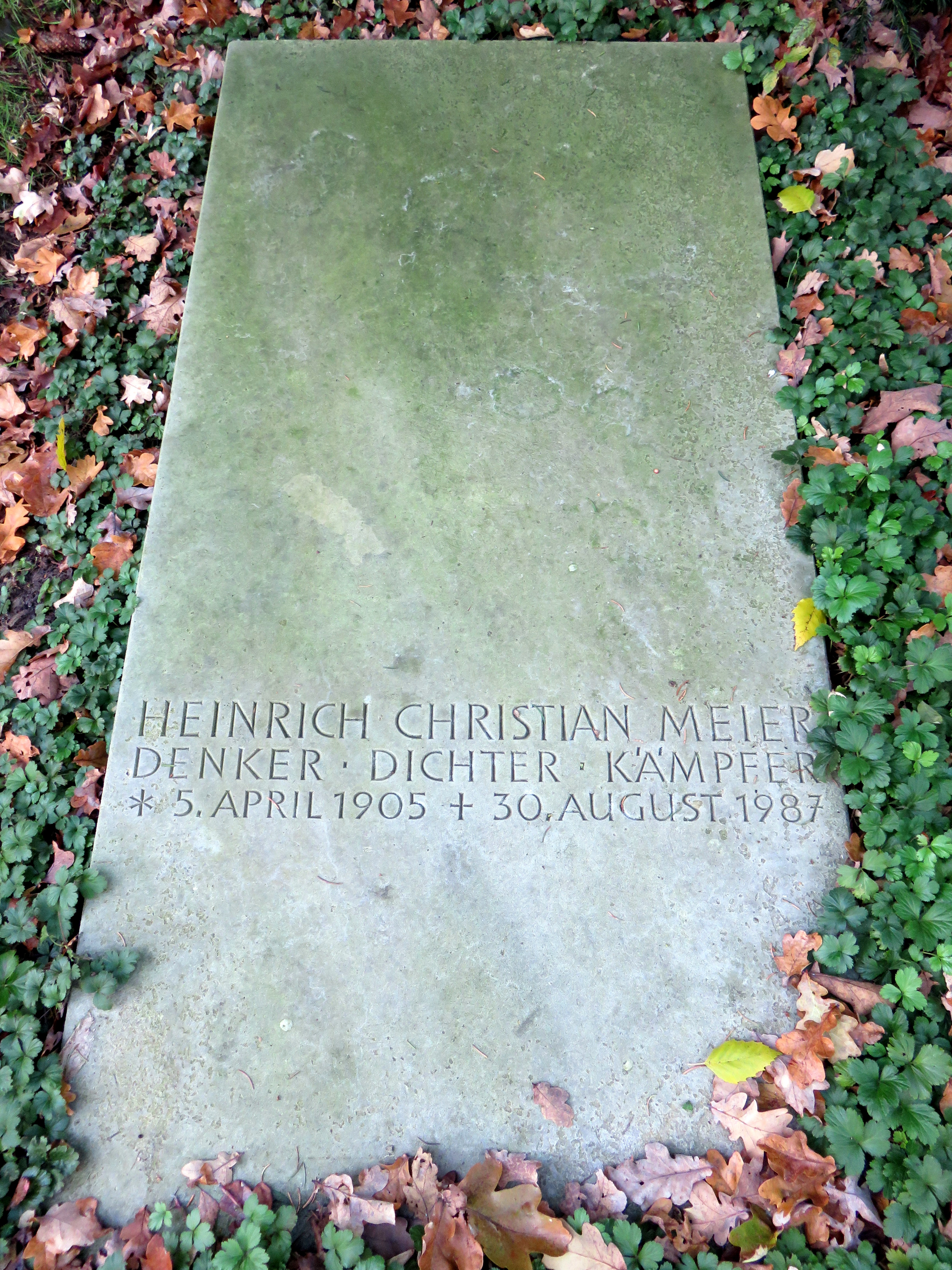
Grabplatte Heinrich Christian Meier auf dem Ohlsdorfer Friedhof

Als Schriftsteller schrieb Meier 1960 das Drama Sisyphos und 1970 die Eselsgeschichten. Die Zeit im politischen Widerstand beschrieb er 1950 in dem Roman Im Frühwind der Freiheit. Meier engagierte sich in der Vereinigung der Verfolgten des Naziregimes – Bund der Antifaschistinnen und Antifaschisten. Er unterstützte ab 1957 den neugegründeten Internationalen Verband der Überlebenden des KZ Neuengamme Amicale Internationale de Neuengamme (AIN). Nachdem der Hamburger Senat deutsche Teilnehmer des AIN von Verhandlungen um ein Mahnmal des KZ ausgeschlossen hatte, legte Meier am 26. März 1963 als Zeichen des Protests alle Ämter nieder. Von 1968 bis 1980 arbeitete er wieder im Vorstand der Arbeitsgemeinschaft Neuengamme mit.
Als Mitglied des Deutschen Astrologen Verbandes übernahm Meier für einige Zeit dessen Vorsitz. Politisch wurde er nicht mehr nachhaltig tätig. Bei der Bürgerschaftswahl in Hamburg 1957 machte er Wahlwerbung für den Bund der Deutschen, trat danach jedoch nicht mehr politisch in Erscheinung.
1985 erhielt er für seine Verdienste das Bundesverdienstkreuz am Bande.
Auf dem Hamburger Friedhof Ohlsdorf befindet sich im Planquadrat AD 5 südwestlich Kapelle 8 eine Grabplatte für Heinrich Christian Meier.